# Sofia Iztok kraftverk
Sofia Iztok kraftverk är ett kolkraftverk vid staden Sofia i västra Bulgarien. Den har en installerad produktionskapacitet på 100-186 MW. 